# Vichada (Kolumbia)
Vichada – departament Kolumbii. Leży na wschodzie kraju, graniczy z Wenezuelą. Stolicą departamentu Vichada jest miasto Puerto Carreño.

## Gminy
1. Cumaribo
2. La Primavera
3. Puerto Carreño
4. Santa Rosalía